# Conselho de Governo Revolucionário

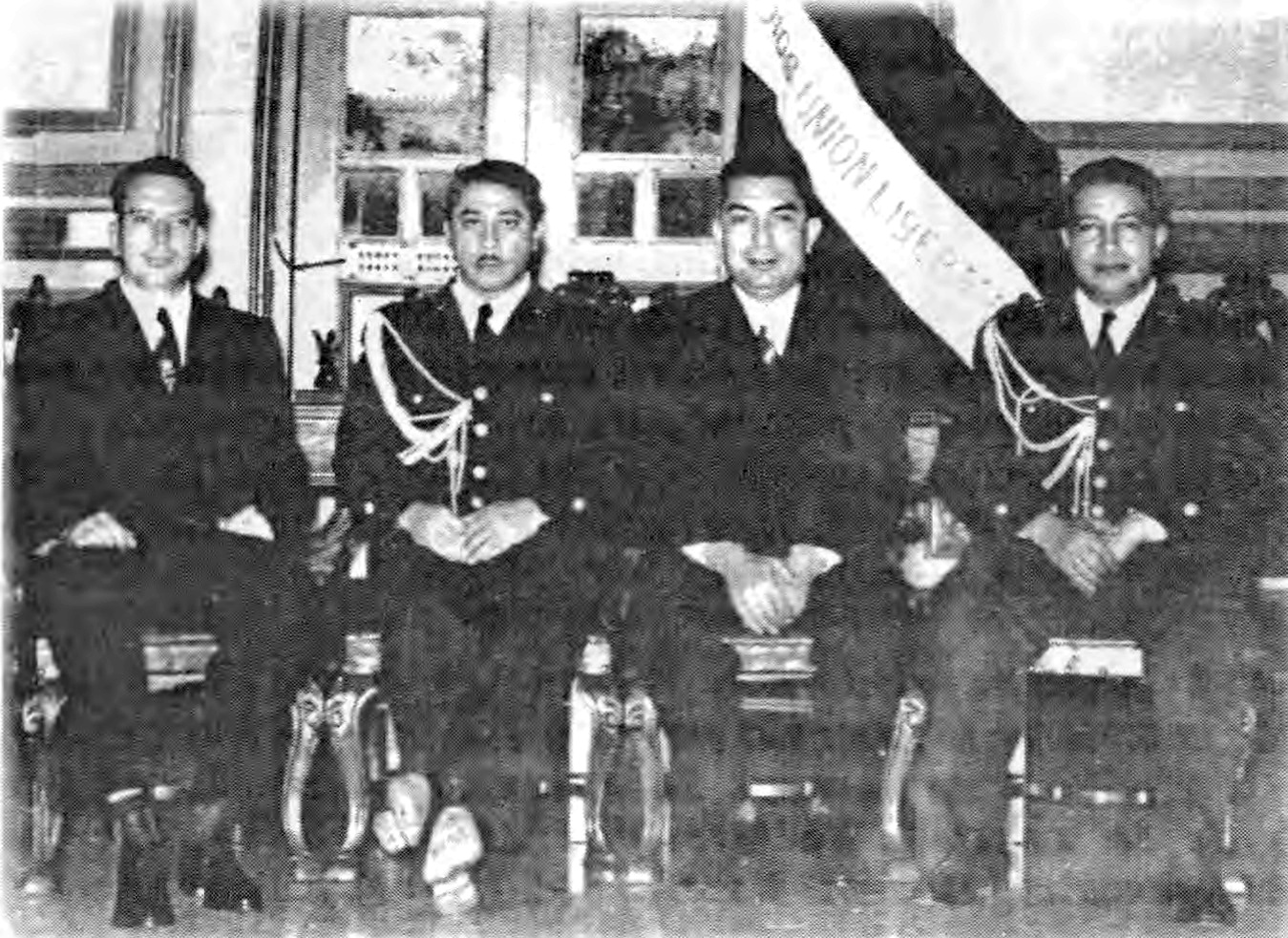
O Conselho de Governo Revolucionário, da esquerda para a direita: Reynaldo Galindo Pohl, Óscar Adán Bolaños, Humberto Costa e Óscar Osorio, estando ausente Manuel de Jesús Córdova.

O Conselho de Governo Revolucionário (em castelhano:  Consejo de Gobierno Revolucionario) foi um órgão colegiado que governou a República de El Salvador a partir de 14 de dezembro de 1948, após o golpe de Estado contra o governo do general Salvador Castaneda Castro, até 14 de setembro de 1950, quando entregou o governo ao tenente-coronel Óscar Osorio. Foi o primeiro órgão colegiado que assumiu plenamente os poderes executivo, legislativo e judiciário, bem como o poder de nomear os diferentes prefeitos dos municípios; governando por meio de decretos-leis.
Desde a sua formação, o conselho foi dirigido pelo tenente-coronel Manuel de Jesús Córdova, até sua renúncia em 4 de janeiro de 1949, quando foi substituído pelo major Óscar Osorio; que exerceria a presidência da referida entidade até 22 de outubro de 1949, quando tanto ele como o membro civil, Dr. Reynaldo Galindo Pohl, retiraram-se para disputar as eleições para presidente e deputado respectivamente, permanecendo no comando do Conselho o Major Óscar Adán Bolaños, que juntamente com o membro civil Humberto Costa continuaram a constituir a referida entidade até à posse de Óscar Osorio como Presidente da República.